# Premio Nacional de Música de Cataluña
El Premio Nacional de Música de Cataluña forma parte de los Premios Nacionales de Cultura de Cataluña que se conceden anualmente por la Generalidad de Cataluña, España, en reconocimiento a la trayectoria de los profesionales que cada año son galardonados y está dotado con 18.000 euros.
El premio es designado por un jurado que preside el Consejero de Cultura y se entrega en una ceremonia realizada entre los meses de septiembre y octubre, presidida por el Presidente de la Generalidad, conjuntamente con el resto de los Premios Nacionales de Cultura. . En abril de 2013 qu el Gobierno de la Generalitat de Cataluña reducía los premios nacionales de Cultura de 16 a 10 galardones, y abolía las categorías, creando un solo galardón de Premio Nacional de Cultura.

## Galardonados
- 1992- Orquesta Sinfónica del Vallés
- 1994- Manuel Oltra i Ferrer
- 1995- Joan Guinjoan Gispert
- 1996- Montserrat Torrent
- 1997- Xavier Montsalvatge
- 1998- Anna Ricci
- 1999- Joaquim Homs
- 2000- Josep Maria Mestres Quadreny
- 2001- Josep Soler i Sardà
- 2002- Joan Albert Amargós
- 2003- Montserrat Caballé[1]
- 2004- Alicia de Larrocha
- 2005- Toti Soler
- 2006- Orfeón Catalán
- 2007- Benet Casablancas
- 2008- Antònia Font
- 2009- Jordi Savall
- 2010- Jordi Cervelló
- 2011- Miguel Poveda
- 2012- Pere Camps